# Urochondra setulosa
Genre
Espèce
Urochondra setulosa est une espèce de plantes monocotylédones de la famille des Poaceae (graminées), sous-famille des Chloridoideae, originaire de certaines régions tropicales d'Afrique et d'Asie. C'est l'unique espèce du genre Urochondra (genre monotypique).
Ce sont des plantes herbacées vivaces cespiteuses aux tiges (chaumes) dressées ou géniculées ascendantes, pouvant atteindre 90 cm de long, et aux inflorescences en panicules.

## Synonymes
Selon Catalogue of Life (30 juin 2018) :
- Agrostis elatior Steud.
- Crypsis dura Boiss.
- Crypsis setulosa (Trin.) Mez
- Heleochloa dura (Boiss.) Boiss.
- Heleochloa dura subsp. kuriensis Vierh.
- Heleochloa setulosa (Trin.) Blatt. & McCann
- Heterochloa dura (Boiss.) Balf.f.
- Sporobolus setulosus (Trin.) A.Terracc.
- Vilfa setulosa Trin.